# SnowCard
De SnowCard is een hulpmiddel om lawinegevaar te bepalen.
De SnowCard is door de Zwitserse berggidsen Martin Engler en Jan Mersch ontwikkeld hulpmiddel, waarmee de 3×3-reductiemethode van Werner Munter kan worden toegepast. Op het plastic kaartje staat aan de ene zijde een hologram met de door Munter geïntroduceerde lawine-gevarenpotentialen afgebeeld in een grafiek. Een ongunstige situatie is aangegeven met de kleur rood, een gunstige met de kleur groen. Op de andere zijde staan vragen die op de factorencheck zijn gebaseerd. De eenvoudige antwoorden op die vragen leiden tot een indeling in groen of rood. In de grafiek is het restrisico af te lezen.
De SnowCard wordt door de Deutschen Alpenvereins (DAV) gebruikt in de Duitse berggidsenopleiding. Ook de rechten zijn inmiddels door de DAV overgenomen.